# أوليفر بيلي
أوليفر بيلي (25 أبريل 1982 في المملكة المتحدة - )  (بالإنجليزية: Oliver Bailey)‏ هو لاعب كريكت بريطاني. لعب مع Somerset Cricket Board ‏.